# Pfarrkirche Neukirchen bei Lambach

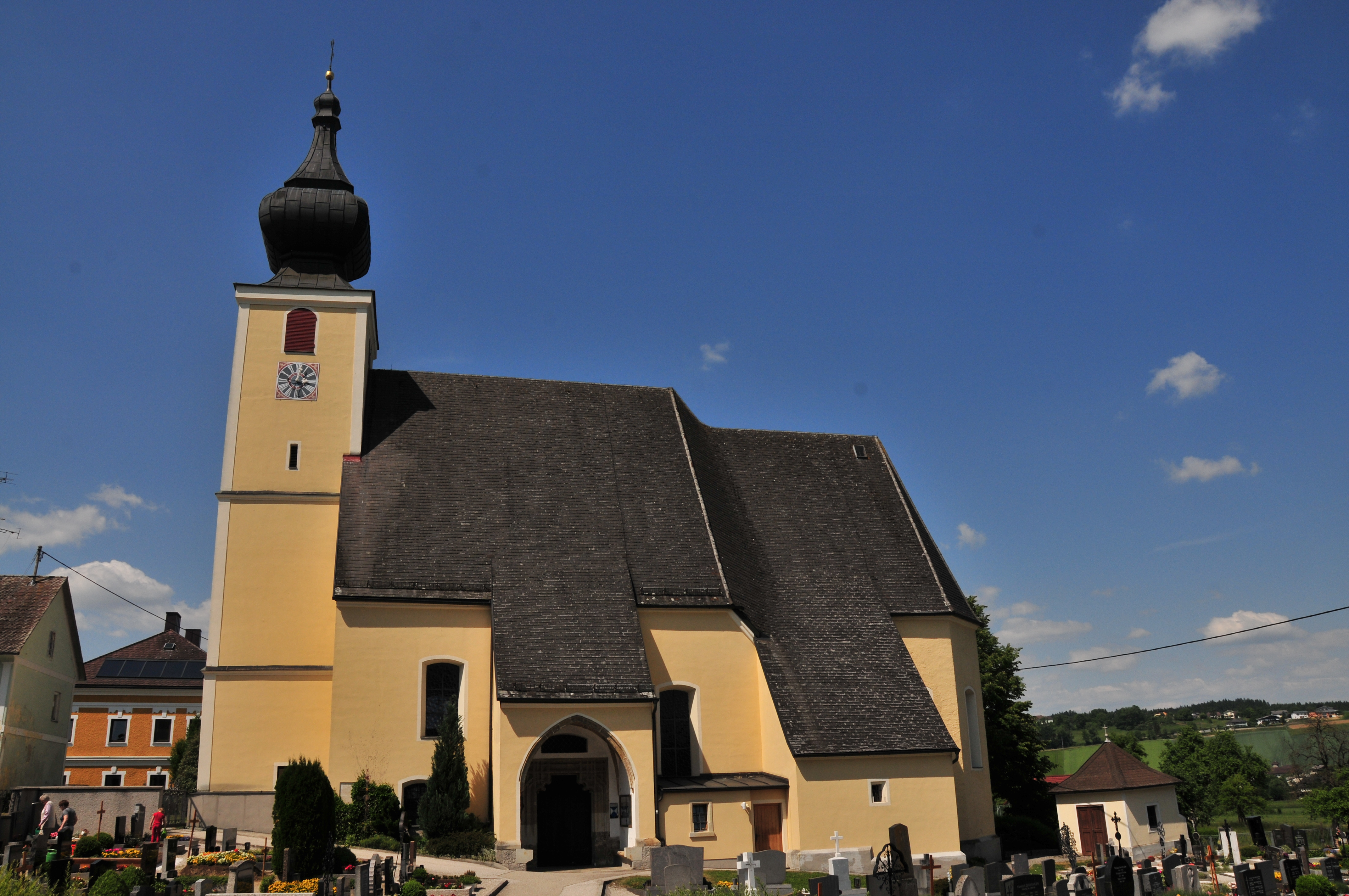
Kath. Pfarrkirche hl. Stephan in Neukirchen bei Lambach

Die römisch-katholische Pfarrkirche Neukirchen bei Lambach steht im Ort Neukirchen bei Lambach in der Gemeinde Neukirchen bei Lambach im Bezirk Wels-Land in Oberösterreich. Die auf den heiligen Stephanus geweihte Kirche gehört zum Dekanat Gaspoltshofen in der Diözese Linz. Die Kirche und der Friedhof stehen unter Denkmalschutz.

## Architektur
Die spätgotische Hallenkirche hat ein zweischiffiges dreijochiges netzrippengewölbtes Langhaus und einen eingezogenen zweieinhalbjochigen netzrippengewölbten Chor mit einem Dreiachtelschluss. Der mächtige Westturm trägt einen barocken Zwiebelhelm.

## Ausstattung
Die Einrichtung ist neugotisch. Der Hochaltar zeigt ein Gemälde von Friedrich Tomee (Schwind-Schüler) aus München (1871). Im Chor sind überlebensgroße Statuen hl. Florian und hl. Leopold um 1700 vom ehemaligen Hochaltar der Desselbrunner Pfarrkirche. Der schmiedeeiserne Apostelleuchter ist aus der zweiten Hälfte des 17. Jahrhunderts. Das Taufbecken ist spätgotisch.